# Flacopimpla sulina
Flacopimpla sulina là một loài tò vò trong họ Ichneumonidae.